# The Stranger
The Stranger (с англ. — «Незнакомец») — пятый студийный альбом американского певца Билли Джоэла, выпущенный в 1977 году. Первый студийник Джоэла, продюсером которого выступил Фил Рамон, с которым он работал над пятью последующими дисками.
Предыдущая студийная работа Джоэла, Turnstiles 1976 года, продавалась скромно и продемонстрировала невысокие показатели в чартах США, что побудило Columbia задуматься о том, чтобы расторгнуть контрактные обязательства с исполнителем, если его следующий релиз будет продаваться плохо. Певец рассчитывал, что в записи нового альбома примет участие его гастрольная группа, сформированная во время работы над Turnstiles. В состав группы входили барабанщик Либерти Девитто, басист Даг Стегмайер и мультиинструменталист-саксофонист/органист Ричи Канната. В поисках нового продюсера он сначала обратился к ветерану «Битлз» Джорджу Мартину, прежде чем наткнулся на Рамона, имя которого он видел на альбомах других артистов, таких как Пол Саймон. Запись с участием Девитто, Стегмайера и Каннаты длилась три недели. Помимо них определённый вклад внесли несколько студийных музыкантов.
Успех превзошёл все ожидания. The Stranger считается критическим и коммерческим прорывом Джоэла, он провёл шесть недель на втором месте в Billboard Top LPs & Tape, в общей сложности, по состоянию на апрель 2024 года, проведя в данном рейтинге 138 недель (то есть более двух с половиной лет). В США было выпущено четыре сингла, каждый из которых вошел в топ-40 хит-парадов Billboard Hot 100: «Just the Way You Are» (3-е место в чарте), «Movin’ Out (Anthony’s Song)», «She’s Always a Woman» (обе заняли позицию № 17) и «Only the Good Die Young» (24-е место). Другие песни, такие как «Scenes from an Italian Restaurant» и «Vienna», также вошли в золотой фонд его карьеры и часто исполняются на его концертных выступлениях. Диск получил две награды на церемонии вручения премии «Грэмми» 1978 года в следующих категориях: «Запись года» и «Песня года» за «Just the Way You Are». На сегодняшний день он остается его самым продаваемым альбомом, не являющимся компиляцией, и превзошел альбом Simon & Garfunkel Bridge over Troubled Water и стал самым продаваемым альбомом Columbia Records: по всему миру было продано более 10 миллионов копий.
В 2003 году журнал Rolling Stone помещает альбом на 67-е место в своём списке 500 величайших альбомов всех времён. В версии списка от 2012 года альбом опускается до 70-го места.
В 2008 году The Stranger был введен в Зал славы премии «Грэмми».

## Список композиций
Слова и музыка всех песен — написаны Билли Джоэлом.
| №  | Название                            | Длительность |
| -- | ----------------------------------- | ------------ |
| 1. | «Movin’ Out (Anthony’s Song)»       | 3:30         |
| 2. | «The Stranger»                      | 5:08         |
| 3. | «Just the Way You Are»              | 4:50         |
| 4. | «Scenes from an Italian Restaurant» | 7:35         |

| №  | Название                      | Длительность |
| -- | ----------------------------- | ------------ |
| 1. | «Vienna»                      | 3:32         |
| 2. | «Only the Good Die Young»     | 3:54         |
| 3. | «She’s Always a Woman»        | 3:19         |
| 4. | «Get It Right the First Time» | 3:54         |
| 5. | «Everybody Has a Dream»       | 6:38         |

## Участники записи
Список составлен в соответствии с информацией базы данных Discogs.
Музыканты:
- Билли Джоэл — акустическое пианино, вокал, электронные клавишные, синтезаторы
- Даг Стегмайер[англ.] — бас-гитара
- Либерти Девитто[англ.] — ударные
- Ричи Канната[англ.] — тенор- и сопрано-саксонон, кларнет, флейта, орган, туба
- Стив Хан[англ.] — шести- и двенадцатиструнная электрогитара, акустическая ритм-гитара, нэшвиллская настройка[англ.]
- Хайрам Буллок[англ.] — электрогитара
- Патрик Уильямс[англ.] — оркестровка
- Ральф Макдональд[англ.] — перкуссия (в «The Stranger», «Just the Way You Are», «Get It Right the First Time» и «Everybody Has a Dream»)
- Хью Маккракен[англ.] — акустическая гитара (в «Just the Way You Are», «Scenes from an Italian Restaurant», «She’s Always a Woman», «Get It Right the First Time» и «Everybody Has a Dream»)
- Стив Бург — акустическая гитара (в «Just the Way You Are» и «She’s Always a Woman»); электрогитара (в «Scenes from an Italian Restaurant»)
- Фил Вудс — альт-саксофон (в «Just the Way You Are»)
- Доминик Кортезе — аккордеон (в «Scenes from an Italian Restaurant» и «Vienna»)
- Ричард Ти[англ.] — орган (в «Everybody Has a Dream» (указан в титрах) и Fender Rhodes (в «Just the Way You Area» (не указан в титрах)
- Фиби Сноу — бэк-вокал (в «Everybody Has a Dream»)
- Лани Гроувс — бэк-вокал (в «Everybody Has a Dream»)
- Гвен Гатри — бэк-вокал (в «Everybody Has a Dream»)
- Патти Остин — бэк-вокал (в «Everybody Has a Dream»)

Технический персонал:
- Фил Рамон — продюсер, звукоинженер
- Джим Бойер[англ.] — звукоинженер
- Тед Йенсен[англ.] — мастеринг-инженер, инженер нарезки лакового слоя
- Кэти Курс — ассистент продюсера
- Джим Хоутон — фотограф

## Позиции в хит-парадах и сертификации
| Год       | Хит-парад                                  | Высшая позиция | Пребывание |
| --------- | ------------------------------------------ | -------------- | ---------- |
| 1977—1979 | Австралия (Kent Music Report)              | 2              | нет данных |
| 1977—1979 | Великобритания (UK Albums Chart)           | 24             | 34 недели  |
| 1977—1979 | Зимбабве (ZIMA)                            | 5              | нет данных |
| 1977—1979 | Исландия (Íslenski Listinn Topp 10)        | 3              | нет данных |
| 1977—1979 | Италия (Musica e dischi)                   | 21             | 4 недели   |
| 1977—1979 | Канада (RPM Albums Chart)                  | 2              | 72 недели  |
| 1977—1979 | Нидерланды (Nationale Hitparade LP Top 50) | 36             | 10 недель  |
| 1977—1979 | Новая Зеландия (RMNZ)                      | 2              | 67 недель  |
| 1977—1979 | США (Billboard Top LPs & Tape)             | 2              | 138 недель |
| 1977—1979 | Франция (SNEP)                             | 15             | 8 недель   |
| 1977—1979 | Япония (Oricon)                            | 3              | нет данных |
|           |                                            |                |            |
| 1984      | Великобритания (UK Albums Chart)           | 46             | 6 недель   |
|           |                                            |                |            |
| 2008      | Япония (Oricon)                            | 28             | нет данных |
|           |                                            |                |            |
| 2022      | Новая Зеландия (RMNZ)                      | 38             | 1 неделя   |
|           |                                            |                |            |
| 2024      | Великобритания (Albums Sales Chart)        | 83             | 1 неделя   |
| 2024      | Великобритания (Physical Albums Chart)     | 75             | 1 неделя   |
| 2024      | Великобритания (Vinyl Albums Chart)        | 35             | 1 неделя   |
| 2024      | Шотландия (Scottish Albums Chart)          | 50             | 1 неделя   |

| Год  | Хит-парад                          | Позиция |
| ---- | ---------------------------------- | ------- |
| 1978 | Австралия (Kent Music Report)      | 5       |
| 1978 | Канада (RPM Year-End)              | 2       |
| 1978 | Новая Зеландия (RMNZ)              | 4       |
| 1978 | США (Billboard Top 100 Pop Albums) | 4       |
| 1978 | Япония (Oricon)                    | 12      |
|      |                                    |         |
| 1979 | Новая Зеландия (RMNZ)              | 48      |
| 1979 | США (Billboard Top Popular Albums) | 18      |

| Регион | Сертификация   | Продажи    |
| --- | -------------- | ---------- |
| Австралия (ARIA) | Платиновый     | 50 000^    |
| Великобритания (BPI) | Золотой        | 100 000^   |
| Гонконг (IFPI Hong Kong) | Платиновый     | 20 000*    |
| Канада (Music Canada) | 5× Платиновый  | 500 000^   |
| Новая Зеландия (RMNZ) | 4× Платиновый  | 60 000     |
| США (RIAA) | 11× Платиновый | 11 000 000 |
| Франция | —              | 75 000     |
| Япония (RIAJ) | Золотой        | 377 000    |
| * Данные о продажах приведены только на основе сертификации. · ^ Данные о тиражах приведены только на основе сертификации. · Данные о продажах + прослушиваниях приведены только на основе сертификации. |                |            |

## Комментарии
1. ↑  Время пребывания указано за весь прошедший период (с 1977 по 2024 годы) по состоянию на 21 апреля 2024 года.